# Fabiano Parisi
Fabiano Parisi (* 9. listopadu 2000, Solofra, Itálie) je italský profesionální fotbalista, který hraje jako levý obránce za italský klub Fiorentina.

## Kariéra
Začínal v klubu Pro Irpinii (přípravka). Poté hrál za klub Vigor Penconti. Od roku 2017 do roku 2018 hrál za Benevento (přípravka). Od roku 2018 do roku 2019 hrál za mužský tým (0 zápasů). V stejných letech byl na hostování v Avelinu (36 zápasů). Tam také v letech 2019–1920 přestoupil (27 zápasů). V letech 2020–2023 byl v Empoli (78 zápasů). Od roku 2023 hraje za Fiorentinu (14 zápasů). Od roku 2021 do roku 2023 hrál za Itálii U21 (11 zápasů). V roce 2022 hrál přátelský zápas proti Rakousku za Itálii.
Příznivci Avellino a členové týmu mu přezdívají „Il pendolino di Serino“.